# 25 (álbum de a-ha)
25 es el último álbum recopilatorio del grupo a-ha que realiza un recorrido por los 25 años de carrera de la banda. Algunas sitios citan el álbum por el título 25 - The Very Best of. Se trata de un álbum doble que realiza un recorrido a los 25 años de carrera del grupo. Fue lanzado en Noruega el 19 de julio y el 4 de octubre fue lanzado en el Reino Unido y varios países de Europa.

## Ediciones
25 es el recopilatorio más completo del grupo. varias ediciones fueron lanzadas.
- Edición estándar: la primera versión del álbum lanzada en verano de 2010. Contiene dos discos con 39 canciones.

- Edición de lujo: el 4 de octubre de 2010 apareció una revisión del álbum, 25 (Deluxe Edition). Este relanzamiento tiene los dos discos del original con los mismos temas e incluye un DVD con 17 vídeos musicales. En este álbum se encuentran disponibles comercialmente, por primera vez, algunos vídeos de a-ha, como "Shapes that Go Together", la primera versión de "Take on Me" y el último del grupo, "Butterfly, Butterfly (The Last Hurrah)".

- Edición de iTunes: el álbum también apareció en formato digital y iTunes puso a disposición una versión especial titulada 25: The Very Best of (Deluxe Video Version). Incluye 40 canciones (39 canciones originales + "Butterfly, Butterfly (The Last Hurrah) [Steve Osborne Version]", el documental "behind the scenes of a-ha's Butterfly, Butterfly" (sobre la realización del vídeo musical), una línea del tiempo interactiva, una galería de fotos y 20 vídeos musicales -muchos comunes con la edición física pero excluyendo "Move to Memphis", "Shapes that Go Together", "Velvet" y "Take on Me (1984 Version)" e incluyendo "I Call Your Name", "Hunting High and Low", "Cry Wolf", "Touchy!", "Train of Thought", "You Are the One" y "Forever Not Yours").[4]

## Listado de temas
A diferencia de los demás recopilatorios, 25 presenta la mayoría de sus canciones en su versión completa, en lugar de la abreviada para radio o sencillo.
Incluye 33 sencillos de a-ha y cinco canciones. Los sencillos excluidos son "Take on Me" (1984), "Love Is Reason", "Waiting for Her", "Lie Down in Darkness", "Birthright" y "The Sun Always Shines on T.V. (Live)", por ser promocionales, exclusivos de un territorio o, en el último caso, por ser una versión en directo. Además se ha sustituido la versión original de 1988 de "The Blood that Moves the Body" por su relanzamiento de 1992.
| Disc One |                                                      |                                                      |          |  |
| N.º      | Título                                               | Escritor(es)                                         | Duración |  |
| 1.       | «Take on Me»                                         | Paul Waaktaar-Savoy, Magne Furuholmen, Morten Harket | 3:51     |  |
| 2.       | «The Blue Sky»                                       | Paul Waaktaar-Savoy                                  | 2:36     |  |
| 3.       | «The Sun Always Shines on T.V.»                      | Paul Waaktaar-Savoy                                  | 5:07     |  |
| 4.       | «Train of Thought» (7" Remix)                        | Paul Waaktaar-Savoy                                  | 4:15     |  |
| 5.       | «Hunting High and Low» (7" Remix)                    | Paul Waaktaar-Savoy                                  | 3:47     |  |
| 6.       | «I've Been Losing You»                               | Paul Waaktaar-Savoy                                  | 4:27     |  |
| 7.       | «Scoundrel Days»                                     | Paul Waaktaar-Savoy, Magne Furuholmen                | 4:00     |  |
| 8.       | «The Swing of Things»                                | Paul Waaktaar-Savoy                                  | 4:14     |  |
| 9.       | «Cry Wolf»                                           | Magne Furuholmen, Paul Waaktaar-Savoy                | 4:08     |  |
| 10.      | «Manhattan Skyline» (Edit Version)                   | Paul Waaktaar-Savoy, Magne Furuholmen                | 4:11     |  |
| 11.      | «The Living Daylights»                               | John Barry, Paul Waaktaar-Savoy                      | 4:14     |  |
| 12.      | «Stay on These Roads»                                | Morten harket, Magne Furuholmen, Paul Waaktaar-Savoy | 4:46     |  |
| 13.      | «Touchy!» (UK DJ Edit)                               | Morten Harket, Magne Furuholmen, Paul Waaktaar-Savoy | 3:39     |  |
| 14.      | «There's Never a Forever Thing»                      | Paul Waaktaar-Savoy                                  | 2:51     |  |
| 15.      | «You Are the One» (7" Remix)                         | Magne Furuholmen, Paul Waaktaar-Savoy                | 3:50     |  |
| 16.      | «The Blood that Moves the Body» (Two-Time Gun Remix) | Paul Waaktaar-Savoy                                  | 4:08     |  |
| 17.      | «Crying in the Rain»                                 | Howard Greenfield, Carole King                       | 4:21     |  |
| 18.      | «Early Morning»                                      | Paul Waaktaar-Savoy, Magne Furuholmen                | 2:59     |  |
| 19.      | «Slender Frame»                                      | Paul Waaktaar-Savoy, Magne Furuholmen                | 3:42     |  |
| 20.      | «I Call Your Name»                                   | Paul Waaktaar-Savoy, Magne Furuholmen                | 4:29     |  |
| 79:35    |                                                      |                                                      |          |  |

| Disc Two |                                               |                                                      |          |  |
| N.º      | Título                                        | Escritor(es)                                         | Duración |  |
| 1.       | «Move to Memphis» (Single Version)            | Paul Waaktaar-Savoy, Magne Furuholmen                | 4:15     |  |
| 2.       | «Dark Is the Night for All»                   | Paul Waaktaar-Savoy                                  | 3:46     |  |
| 3.       | «Cold as Stone» (Re-mix)                      | Paul Waaktaar-Savoy                                  | 4:32     |  |
| 4.       | «Angel in the Snow» (Edit)                    | Paul Waaktaar-Savoy                                  | 4:06     |  |
| 5.       | «Shapes that Go Together»                     | Magne Furuholmen, Paul Waaktaar-Savoy                | 4:13     |  |
| 6.       | «Summer Moved On»                             | Paul Waaktaar-Savoy                                  | 4:38     |  |
| 7.       | «Minor Earth, Major Sky» (Niven's Radio Edit) | Magne Furuholmen, Paul Waaktaar-Savoy                | 4:01     |  |
| 8.       | «The Sun Never Shone that Day» (Radio Edit)   | Lauren Savoy, Paul Waaktaar-Savoy                    | 3:30     |  |
| 9.       | «Velvet»                                      | Lauren Savoy, Paul Waaktaar-Savoy                    | 4:21     |  |
| 10.      | «Forever Not Yours»                           | Morten Harket, Ole Sverre Olsen, Magne Furuholmen    | 4:06     |  |
| 11.      | «Lifelines»                                   | Magne Furuholmen                                     | 4:18     |  |
| 12.      | «Did Anyone Approach You?»                    | Paul Waaktaar-Savoy                                  | 4:10     |  |
| 13.      | «Celice»                                      | Magne Furuholmen, Martin Terefe                      | 3:41     |  |
| 14.      | «Analogue»                                    | Paul Waaktaar-Savoy, Max Martin, Magne Furuholmen    | 3:48     |  |
| 15.      | «Cosy Prisons» (Radio Mix)                    | Magne Furuholmen                                     | 4:03     |  |
| 16.      | «Foot of the Mountain»                        | Magne Furuholmen, Paul Waaktaar-Savoy, Martin Terefe | 3:58     |  |
| 17.      | «Nothing Is Keeping You Here» (Single Remix)  | Paul Waaktaar-Savoy                                  | 3:10     |  |
| 18.      | «Shadowside» (Single Edit)                    | Paul Waaktaar-Savoy                                  | 3:31     |  |
| 19.      | «Butterfly, Butterfly (The Last Hurrah)»      | Paul Waaktaar-Savoy                                  | 4:11     |  |
| 76:18    |                                               |                                                      |          |  |

| DVD - The Videos |                                                |                   |          |  |
| N.º              | Título                                         | Escritor(es)      | Duración |  |
| 1.               | «Take on Me» (1985 Version)                    | Steve Barron      |          |  |
| 2.               | «The Sun Always Shines on T.V.»                | Steve Barron      |          |  |
| 3.               | «I've Been Losing You» (Original Version)      | Knut Bry          |          |  |
| 4.               | «Manhattan Skyline»                            | Steve Barron      |          |  |
| 5.               | «Stay on These Roads»                          | Andy Morahan      |          |  |
| 6.               | «Crying in the Rain» (Alternative Cut)         | Steve Barron      |          |  |
| 7.               | «Dark Is the Night for All» ("Banned" Version) | Eric Ifergan      |          |  |
| 8.               | «Move to Memphis»                              | Eric Ifergan      |          |  |
| 9.               | «Shapes that Go Together»                      | Barry Maguire     |          |  |
| 10.              | «Angel in the Snow»                            | Howard Greenhalgh |          |  |
| 11.              | «Summer Moved On»                              | Adam Berg         |          |  |
| 12.              | «Minor Earth, Major Sky»                       | Philipp Stolzi    |          |  |
| 13.              | «Lifelines»                                    | Morten Skallerud  |          |  |
| 14.              | «Did Anyone Approach You?»                     | Lauren Savoy      |          |  |
| 15.              | «Velvet» (European Cut)                        | Harald Zwart      |          |  |
| 16.              | «Butterfly, Butterfly (The Last Hurrah)»       | Steve Barron      |          |  |
| 17.              | «Bonus Video: Take on Me» (1984 Version)       |                   |          |  |
| 72:20            |                                                |                   |          |  |

## Promoción
A diferencia de The Singles 1984-2004, pero al igual que Headlines and Deadlines: The Hits of a-ha, el álbum cuenta con sencillo propio, el último de la banda. "Butterfly, Butterfly (The Last Hurrah)" fue lanzado el 5 de julio de 2010 en Noruega como descarga tras su premier mundial el 14 de junio y en el Reino Unido el 15 de julio. El vídeo para la canción fue grabado a principios de la tercera semana de julio en Inglaterra y fue dirigido por Steve Barron. Tuvo la premier en la página oficial de MySpace de a-ha el 13 de agosto de 2010.
Al igual que en este disco, la gira Ending on a High Note realiza un recorrido por la carrera de a-ha al tratarse de la gira de despedida del grupo.